# فينتس (مملكة القلوب)
فينتس (كينغدوم هارتس)(Ventus (Kingdom Hearts
فينتس (كينغدوم هارتس) باللغة العربية تعني: فينتس (مملكة القلوب) (باللغة اليابانية تُكتب: ヴ ェ ン ト ゥ ス) كما يشار إليها في اليابان باسم فان (ヴ ェ ン) هي شخصية خيالية من امتياز لعبة فيديو سكوير انيكس كينغدوم هارتس

## مقدمة
بعد أن صنع الجزء لأول مرة في مملكة القلوب 2 والعناوين الأخرى ذات الصلة، تم تقديم فينتوس في مملكة القلوب الولادة قبل النوم عام 2010، كواحد من أبطال اللعبة الثلاثة الذين يمكن اللعب بهم. في قصته، تم تقديم فينتس باعتباره أصغر متدرب من ماستر إراكوس الذي سيقوم بتدريبه جنباً إلى جنب مع أفضل أصدقائه تيرا وأكوا ليصبحوا محاربين ذوي خبرة مع كيبلاد. عندما يذهب تيرا في مهمة للعثور على ماستر زيهانورت، يتبعه فينتوس، بعد أن أصبح قلقاً بشأن مصيره. بينما يسافر فينتس بحثاً عن صديقه عبر عوالم مختلفة ويقاتل أثنائها مخلوقات مظلمة تسمى أنفرست، يتعلم عن أصوله بالإضافة إلى علاقته بالمتدرب زيهانورت، والمتدرب فانيتاس.
تم تصميم فينتس بواسطة المخرج تيتسيا نومرا، الذي أراد إنشاء شخصية ذات صلة مهمة مع الشخصية الرئيسية في سلسلة سورا. يحمل فينتوس تشابهاً قوياً مع شخصية روكساس، حيث تم التعبير عن كلاهما بواسطة جيس ماكراثني. بعد أول ظهور لـفينتوس، كان على نومورا أن يوضح أن كلاهما شخصيتان مختلفتان، وأن سبب هذا الارتباط سيتم الكشف عنه في الولادة بالنوم. علقت مواقع ألعاب الفيديو أيضاً على ظهور فينتس الأول، مما أربكه في البداية عن روكساس أثناء تطوير الولادة بالنوم، ولكن تم استقباله جيداً منذ ذلك الحين.

## الظهور

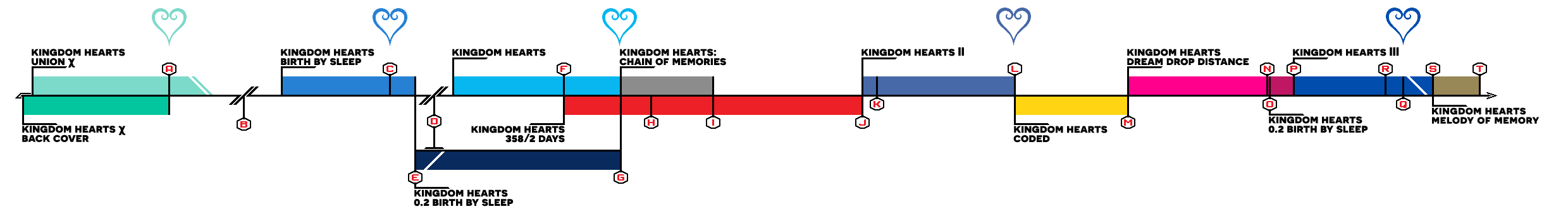
خارطة سلسلة مملكة القلوب

قبل تقديمه في مملكة القلوب الولادة في النوم قام فينتس بالعمل نقش النهايات السرية لـ مملكة القلوب 2 وإعادة إصدارها إلى مملكة القلوب الثاني الخلطة النهائية والتي تصوره هو وأصدقائه تيرا وأكوا وهم يقاتلون ماستر زيهانورت وفانيتاس. يظهر فينتس أيضاً في مملكة القلوب 358/2 يوماً عندما ظهر شيون، وهو نسخة طبق الأصل من روكساس، في صورة فينتس أثناء قتال شيجبار من منظمة XIII. كما يشير شيجبار باستمرار إلى فينتس في مملكة القلوب 358/2 يوم بينما يبحث زيمناس، وهو لا أحد من زيهانورت، يبحث عنه في قلعة أوبلفيجن.
يقدم ولادة في النوم فينتس كمتدرب على ماستر زيهانورت، الذي يحاول تكييفه في كون مظلم من شفرة إكس بلاد. بسبب إعراض فينتس عن استخدام الظلام، استخرجه زيهانورت من قلبه وخلق فانيتاس، مما أدى إلى إتلاف قلب زيهانورت في هذه العملية. يجلب زيهانورت _ فينتوس إلى جزر ديستاين، حيث يتصل قلبه بقلب المولود الجديد سورا لمنعه من الانهيار. يتم وضع فينتس والذي بدأ يعاني من فقدان الذاكرة تحت رعاية ماستر إيراكوس جنباً إلى جنب مع تيرا وأكوا اللذين يشكل بينهما علاقة شبيهة بالأخوة.
في بداية اللعبة، استفز فانيتاس - فينتس ليطارد تيرا أثناء بحث الأخير عن زيهانورت مما جعله يواجه مخلوقات مظلمة تسمى أنفرست لتقويته. عند لقاء زيهانورت، اكتشف فينتس هدفه في إنشاء شفرة إكس بلاد. يرفض فينتس محاربة فانيتاس ويصنع السلاح، لكنه يضطر إلى القيام بذلك بعد أن يهدد فانيتاس أصدقائه. يقاتلون داخل مقبرة كي بلاد، حيث يندمج فانيتاس مع فينتوس ويحصل على شفرة إكس بلاد. ومع ذلك، فإن الاندماج غير مكتمل، مما يسمح لفينتس بتدمير كل من فانيتاس والشفرة داخل قلبه، مما يفقد قلبه نتيجة لذلك. بعدها يعيد أكوا تشكيل أرض المغادرة إلى قلعة أوبلفيجن للحفاظ على جسد فينتوس آمناً، في حين أن قلبه المتجول قادر على العودة إلى سورا، والذي يقبل قلب فينتوس  في جسده.
يظهر فينتوس في مملكة القلوب كودد، حيث يكتشف ميكي ماوس - الذي أصبح فينتس صديقاً له في اللعبة السابقة - أن قلبه مرتبط بقلب سورا. في مملكة القلوب 3 دي: أحلام إسقاط المسافة، أثناء الحلم تأخذ سورا لفترة وجيزة شكل فينتس أثناء الحلم، وعندما يصاب قلبه، يبدو أن درع فينتوس يحمي جسده. في نهاية اللعبة، شوهد فينتس مبتسماً في قلعة أوبلفيجن، ولا يزال نائماً.  يظهر فينتس في عالم الظلام في مملكة القلوب 0.2 ولادة في النوم - الممر المُجزأ، وهي حلقة قابلة للعب مدرجة في مملكة القلوب إتش دي 2.8 مقدمة الفصل الأخير، كشفت اتحاد مملكة القلوب χ، التي تم تعيينها قبل سنوات عديدة من الولادة في النوم، أن فينتس كان عضواً في داند ليونز وأحد قادة الاتحاد الخمسة الذين تم اختيارهم بعد نهاية حرب كيبلاد. جنبا إلى جنب مع القادة الآخرين، قام بتشكيل يونيون كروس لمنع التاريخ من تكرار نفسه. يعود فينتس في مملكة القلوب III بعد استعادته وجمع شمله مع تيرا وأكوا وشريكه دريم إيستر شيرثي.

## التطوير

عند تصميم فينتس لأول مرة، قرر تيتسيا نومرا بالفعل أن الشخصية يجب أن تبدو مثل سورا أو روكساس، وقرر اختيار الأخير عند التفكير في أن ظهور فانيتاس بمظهر سورا، سيعطي تأثيراً كبيراً على اللاعبين. أراد نومورا أن تكون شخصية فينتس أكثر شبهاً بشخصية سورا، مما أدى إلى شخصيته المنتهية ولايته، ولكنه في نفس الوقت أراده أن يصبح أكثر جدية مع تقدم اللعبة لجعلها متميزة.[بحاجة لمصدر] تم عرض فينتس لأول مرة في النهايات السرية لـمملكة القلوب 2 وأعيد إصدارها مملكة القلوب 2 فاينل مكس. ظهر اسم فينتس لأول مرة كرمز في عرض فيديو ترويجي للألعاب طوكيو 2006. أثناء إنهاء فاينل مكس، كان نومورا قد طور فقط الخلفية الدرامية لـتيرا وأكوا وفينتوس وليس مظهرهم، ولكن كان عليه إنهاء تصميمهم في نهاية اللعبة. لم يكشف نومورا عن هوياتهم، واكتفى بالقول إن الشخصيات الثلاثة كانت من الماضي الزمني لسلسلة مملكة القلوب. بعد إطلاق الإعلان عنهم، صرح نومورا أن لقبه سيكون فين.
تم ذكر فينتس لأول مرة بواسطة شخصية لينغرنغ سنتمنت في فاينل مكس كـفين، بينما كان لا يزال اسمه الكامل غير مكشوف. كما ذكر وجود علاقة بينه وبين زيمناس لكنه أراد أن يترك الأمر لخيال الناس لأنه لا يزال غير قادر على الكشف عن هويته. علق نومورا أنه على الرغم من تشابههما، إلا أن روكساس وفينتوس ليسا نفس الشخصية. بالإضافة إلى ذلك، ذكر أنه من خلال لعب مملكة القلوب ولادة في النوم، سيتمكن اللاعبون من تمييز روكساس عن فينتوس  وأن اللعبة تستكشف شخصيته الحقيقية. 
في مقابلة أخرى، أشار نومورا إلى أن كلا الشخصيتين مرتبطتان، تحديداً بسورا، لكنه أراد من المعجبين تخيل أسباب هذا الارتباط.[بحاجة لمصدر] أوضح دليل مملكة القلوب ولادة في النوم ألتمانيا العلاقة، مشيرا إلى أن روكساس وفينتس متشابهان لأن قلب فينتس دخل جسد سورا، وأن وجود فينتس أثر على مظهر روكساس عندما تم إنشاؤه. في الإصدارات الأولى من التطوير، خطط نومورا لشفاء قلب فينتس المكسور قبل ولادته، ولكن بعد ردود الفعل السلبية من زملاء العمل في الخارج، تم التخلي عنه. مثل روكساس، تم التعبير عن صوت فينتوس لكوكي أوشياما باللغة اليابانية وجيسي مكارتني بالإنجليزية.
أثناء تطوير لعبة ولادة في النوم، اقترح فريق أوساكا المسؤول عن تطوير اللعبة أن يكون فينتس مرتبطاً بـفانيتاس، وهو أمر أحبه نومورا لأنه أراد إضافة المزيد من الروابط داخل القصة؛ أُختير اسم فانيتاس ليبدو مشابهاً لاسم فينتوس.  واجه نومورا مشكلة في تصميم درع فينتوس وتيرا وأكوا، نظراً لأن آلية اللعب لتنشيط درعهم لم يتم تجسيدها. لذلك تمت إضافة علامة x إلى ملابسهم كوسيلة لتفعيل الدرع، فضلاً عن حقيقة أنها كانت إحدى الكلمات الأساسية في اللعبة. منذ بدء تطوير لعبة ولادة في النوم، قرر الموظفون بالفعل أن قصص فينتس وتيرا وأكوا ستُروى في سيناريوهات منفصلة، مع كون قصة فينتوس هي الثانية المكتوبة.  
كما أرادوا التأكيد على عدم وجود مصادفات في السلسلة، مما يؤدي إلى التفاعل بين السيناريوهات الثلاثة. من منظور طريقة اللعب، تم تصميم فينتس ليكون أسهل شخصية يمكن اللعب بها في ولادة في النوم، على الرغم من أن نومورا أوصى للاعبين بأن يكون فينتوس هو الشخصية الثانية التي يجب أن يلعب بها من أجل فهم القصة بشكل أفضل. بالإضافة إلى ذلك، فإن الطريقة التي يتعامل بها فينتس مع كيبلاد إلى الوراء تهدف إلى إظهار الاختلافات في طريقة اللعب بين سيناريوهاته وسيناريوهات تيرا وأكوا. لاحظ نومورا أيضاً أن لقاء فينتس مع الشخصيات لي وإيسى كحدث مهم من اللعبة، على أمل أن يجد اللاعبون الجدد وكبار السن ذلك أيضاً مهماً من منظور فينتوس.
| الشخصيات في لعبة فينتس ( مملكة القلوب) | الشخصيات في لعبة فينتس ( مملكة القلوب) |
| مخلوقات ينفرست                         | شيجبار                                 |
| ماستر إيراكوس                          | ماستر زيهانورت                         |
| فينتوس                                 | سورا                                   |
| تيرا                                   | أكوا                                   |
| فاينتاس                                | زيمناس                                 |
| كيبلاد                                 | روكساس                                 |
| شيون                                   | ميكي ماوس                              |
| -------------------------------------- | -------------------------------------- |

## استقبال
نظراً لتشابهه مع روكساس، اعتقدت منشورات ألعاب الفيديو في البداية أن روكساس ستكون واحدة من أبطال سلسلة مملكة القلوب ولادة في النوم، عند رؤية إحدى صور فينتوس. ومع ذلك، عندما تم الكشف عن أن الاثنين كانا شخصيتين منفصلتين، استمرت المنشورات في مناقشة مدى التشابه بينهما وما إذا كان هناك صلة بينهما.  اعتقد موقع غيمز رايدر بشكل خاص أنه سيكون هناك اتصال نهائي بين الاثنين وسورا.
كما علقت أماندا ل. كوندولوجي من سي سي سي على التكهنات المتعلقة بأوجه التشابه بينهما، لكنها ذكرت أنه نظراً لوجود نوبوديس في السلسلة، فمن الصعب العثور عليها كمصادفات. عندما أكد جيسي مكارتني أنه كان يعمل على الترجمة الإنجليزية للولادة بالنوم، اعتقدت المواقع أنه سيصوت لفينتس، كما عبر عن روكساس في العناوين السابقة.  تمت الإشادة بقصة الشخصية وأفعالها التي ظهرت في المظاهرات لكونها "الأكثر أصالة في لعبة مملكة القلوب  ومع ذلك فهي "تقليدية بشكل محبط".
عند تقديم فينتس في ولادة في النوم، وجد إكس بلاي أن الشخصية تشبه إلى حد كبير شخصية سورا بسبب موقفه الودود. وأشاد كيفن فان أورد من نفس الموقع بشخصية فينتوس بسبب «حسن النية» وشخصيته «المزعجة». كما ذكر الموقع أن الوقت الذي يقضيه اللاعبون في اللعب مع فينتس سيكون «مجزياً» وعلق على التمثيل الصوتي الإنجليزي. 
وجد توماس ويليامز من بلاي ستيشن لايف ستايل الثلاثي فينتوس وتيرا وأكوا كإضافات ترحيبية إلى الامتياز، حيث وجد قصصهم ممتعة على الرغم من سفر الثلاثة إلى نفس العوالم. من ناحية أخرى، وجد بالفن أن الشخصيات الثلاثة غير جذابة، ووصف فينتوس بأنه "مجرد نسخة من روكساس، ولكن بدون شخصيته. على عكس تعليقات 1أب تجاه تصرفات فينتس في عالم سندريلا، علق فانورد على مثل هذه التفاعلات "أكثر إزعاجاً من الصاخبة.
أثناء الكتابة لـ غيمز رايدر، دعا كريس أنتيستاير فينتوس «استنساخ روكساس»، ولم يفهم سبب ظهوره لفترة وجيزة في مملكة القلوب 2. أشار بوب موير من ديستركتويد إلى أن المعجبين يعتبرون فينتس أهم شخصية في ولادة في النوم  نظراً لتشابهه مع روكساس.  بالإضافة إلى ذلك، أشاد ميور بعمل جيسي مكارتني كممثل صوت فينتوس باللغة الإنجليزية لجعل وضع قصته أكثر جاذبية للاعبين.